# Walker (електромобіль)

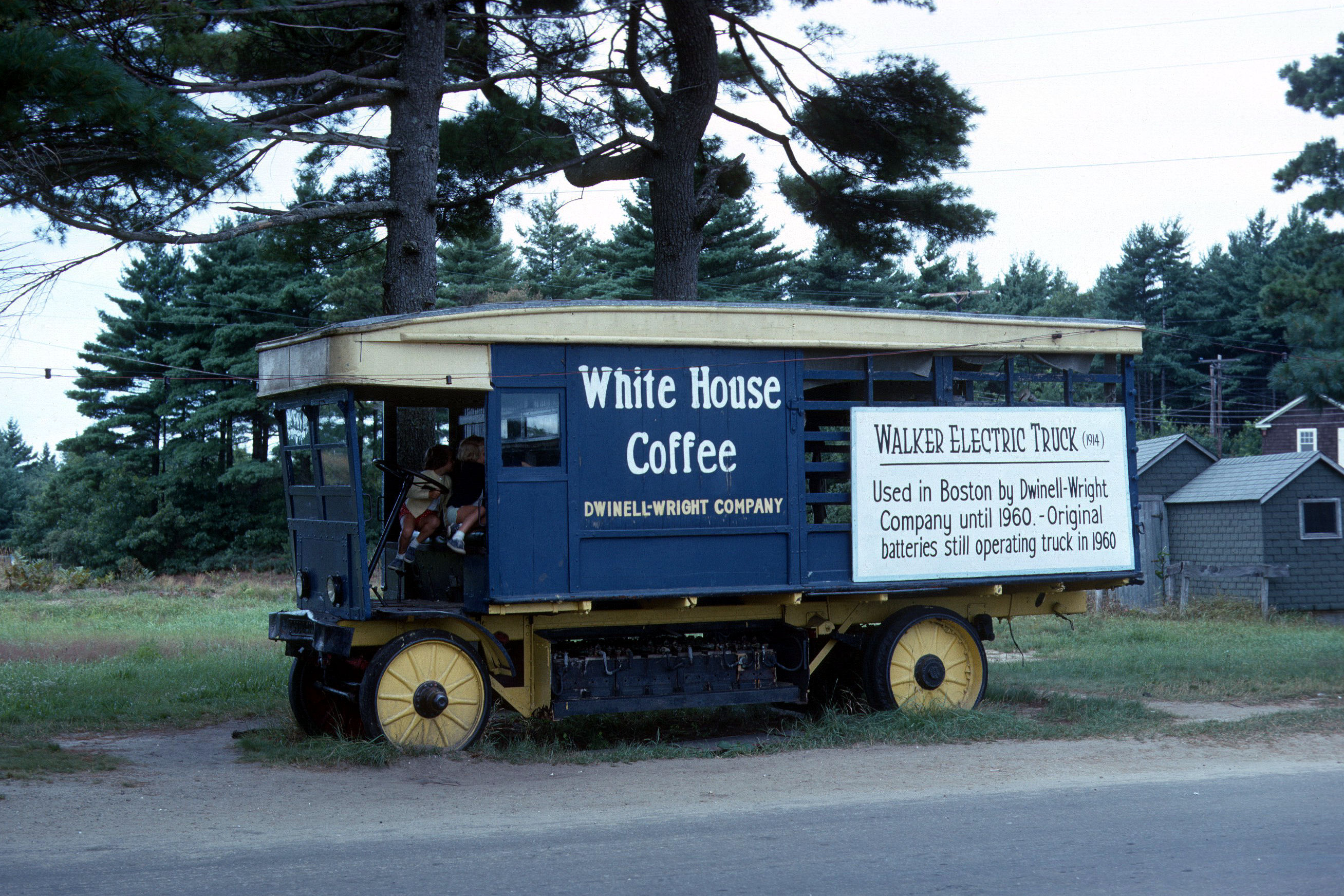
Електрична вантажівка Walker 1914 року, яку використовувала Dwinell-Wright Coffee Co., виставлена на залізниці Edaville у Карвері, штат Массачусетс, приблизно в 1966 році.

Електричні вантажівки Walker були автомобілями з акумуляторним живленням, які виготовлялися у 1907—1942 рр. у Чикаго і Детройті.
Модель розробила та спочатку виготовляла компанія Walker Vehicle Company (не плутати з Walker Motor Car Company) у Чикаго. Потім виробництво куплила компанія Anderson Electric Car Company з Детройта в 1916 році, яка потім продала його компанії Commonwealth Edison of Chicago в 1920 році, і востаннє York & Towne в 1933 році. На додаток до вантажівок компанія виробляла Chicago Electric Car.
Декілька вантажівок прослужили довго, переживши бренд на десятиліття. Певні з них зараз виставлені в музеях. Один, експортований до Нової Зеландії, все ще «на службі» у свого початкового власника Orion New Zealand Limited.

За даними колекції антикварних вантажівок і класичних автомобілів Джея Кріста в Манчестері, штат Пенсільванія, було відреставровано дві електричні вантажівки Walker — 1919 модель LA-10 і 1938 модель 500 Gas-Electric Dynamotive:
Walker виробляв багато різних моделей вантажівок, і ці вантажівки продавалися по всій території США і навіть до Британії та Нової Зеландії. Ці вантажівки мали електродвигун потужністю 3,5 к. с., який живився від багатьох батарей, щоб виробляти від 66 до 80 вольт і максимум 40 ампер. Запас ходу цих вантажівок становив близько 50 миль, а максимальна швидкість — від 10 до 12 миль на годину. Вантажівки підключали до зарядної станції ввечері після завершення щоденних вантажних рейсів… 
У музеї вантажоперевезень Айови в Уолкотті, штат Айова, зберігається електрична вантажівка Walker 1911 року випуску, яка належала й використовувалася компанією Bowman Dairy і відсвяткувала 100-річчя вантажівки на виставці Walcott Truckers Jamboree у 2011 році Панельний фургон Walker Electric 1918 року представлений у компанії Thor Electric Truck у Лос-Анджелесі.
Компанія Dwinell-Wright у Бостоні, штат Массачусетс, використовувала електричну вантажівку Walker з 1914 по 1960 рік для перевезення вантажів — головним чином зеленої кави в зернах — від доків до свого складу в Південному Бостоні. Після цього транспортний засіб було виставлено на залізниці Едавіль.